# Liste der Baudenkmale in Jakobsdorf
In der Liste der Baudenkmale in Jakobsdorf sind alle Baudenkmale der Gemeinde Jakobsdorf im Landkreis Vorpommern-Rügen und ihrer Ortsteile aufgelistet. Grundlage ist die Veröffentlichung der Denkmalliste des Landkreises Vorpommern-Rügen, Auszug aus der Kreisdenkmalliste vom Juli 2012.

## Jakobsdorf
| ID  | Lage                   | Bezeichnung | Beschreibung | Bild |
| --- | ---------------------- | ----------- | ------------ | ---- |
| 489 | Dorfstraße 2 (Karte)   | Bauernhaus  |              |      |
| 492 | Endingen               | Gutspark    |              |      |
| 491 | Schmiedeweg 12 (Karte) | Katen       |              |      |
| 490 | Schmiedeweg 5 (Karte)  | Gutspark    |              |      |

## Nienhagen
| ID   | Lage                      | Bezeichnung                                              | Beschreibung | Bild |
| ---- | ------------------------- | -------------------------------------------------------- | ------------ | ---- |
| 662  | Damm 4 (Karte)            | Landarbeiterhaus                                         |              |      |
| 663  | Nienhagen-Damm 10 (Karte) | Wohnhaus                                                 |              |      |
| 664B | Nienhagen-Damm 20 (Karte) | Gutsanlage (Spritzenhaus)                                |              |      |
| 664A | Nienhagen-Damm 21 (Karte) | Gutsanlage (Gutshaus, Feldsteinstall und Kastanienallee) |              |      |

## Quelle
- Denkmalliste des Landkreises Vorpommern-Rügen

- Karte mit allen Koordinaten:
- OSM |
- WikiMap